# Andapafito
Andapafito is een plaats en commune in het oosten van Madagaskar, behorend tot het district Soanierana Ivongo, dat gelegen is in de regio Analanjirofo. Tijdens een volkstelling in 2001 telde de plaats 16.000 inwoners.
De plaats biedt naast lager onderwijs ook middelbaar onderwijs aan. 90 % van de bevolking werkt als landbouwer. Het belangrijkste landbouwproduct is kruidnagelen; andere belangrijke producten zijn koffie, rijst en vanille. Verder is 10% actief in de dienstensector.